# Nestor productus
Nestor productus là một loài chim trong họ Strigopidae.